# Heliconia mooreana
Heliconia mooreana är en enhjärtbladig växtart som beskrevs av R.R.Sm. Heliconia mooreana ingår i släktet Heliconia och familjen Heliconiaceae. Inga underarter finns listade.